# 在ラオス外国公館の一覧

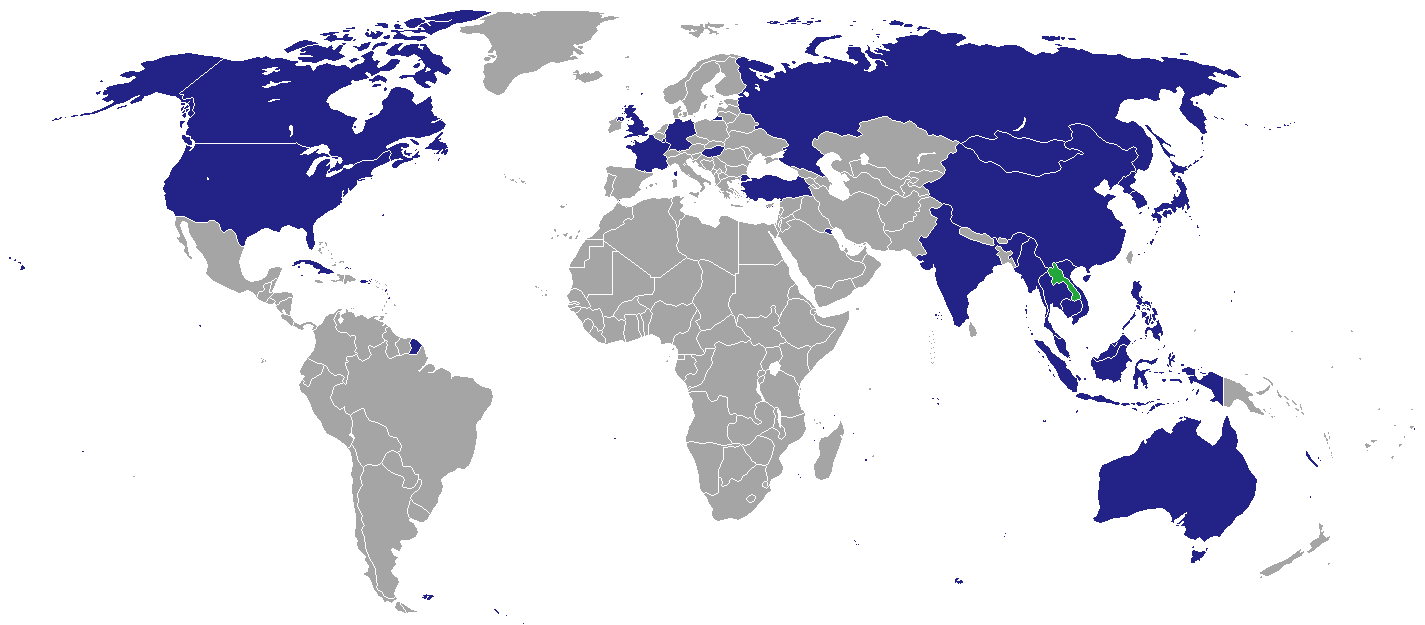
ラオスに大使館がある国

下記は、在ラオス人民民主共和国外国公館の一覧である。首都ヴィエンチャンには現在27の大使館（事実上の兼勤駐在官事務所を含む）がある。同国と外交関係はあるが大使館のない国は、バンコク、ハノイ、北京などにある他の大使館が兼轄している。

## 大使館
- オーストラリア
- ブルネイ
- カンボジア
- 中華人民共和国
- キューバ
- フランス
- ドイツ
- インド
- インドネシア
- 日本
- クウェート
- マレーシア
- ミャンマー
- モンゴル
- 朝鮮民主主義人民共和国
- フィリピン
- ロシア
- シンガポール
- 大韓民国
- タイ
- トルコ
- 東ティモール
- イギリス
- アメリカ合衆国
- ベトナム

## 大使館事務所（事実上の兼勤駐在官事務所）
- カナダ[1]
- ハンガリー

## 在ラオス大使館がない国
在タイ大使館が管轄
- アルゼンチン
- オーストリア
- ベルギー
- チリ
- チェコ
- ギリシャ
- グアテマラ
- イラン
- イタリア
- ケニア[2]
- ルクセンブルク[3]
- モルディブ（大使館）
- メキシコ
- ネパール
- オランダ
- ニュージーランド
- ノルウェー
- パキスタン
- ペルー
- ポーランド
- ポルトガル
- パナマ[4]
- カタール
- スロバキア
- 南アフリカ共和国
- スペイン
- スリランカ
- スウェーデン

在ベトナム大使館が管轄
- アルバニア
- アルジェリア
- アンゴラ[5]
- バングラデシュ
- デンマーク
- エジプト
- フィンランド
- ハイチ
- ハンガリー
- イラク
- アイルランド
- イスラエル
- リビア
- ニカラグア
- オマーン
- パレスチナ
- ルーマニア
- スーダン
- スイス
- アラブ首長国連邦
- ウルグアイ
- ウズベキスタン
- ベネズエラ

在中華人民共和国大使館が管轄
- アフガニスタン
- ベナン
- コスタリカ
- クロアチア
- エチオピア
- ギニア
- アイスランド
- ジャマイカ
- キルギス
- マリ
- セーシェル
- スロベニア
- ソマリア
- 南スーダン
- トーゴ
- チュニジア
- ウガンダ
- バヌアツ
- イエメン

在マレーシア大使館・高等弁務官事務所が管轄
- コロンビア
- ガーナ
- タンザニア[6]
- ザンビア[7]

在ニューヨーク総領事館・政府代表部が管轄
- バーレーン
- キプロス
- ドミニカ共和国
- ドミニカ国
- レバノン
- モーリシャス
- マルタ
- モーリタニア
- モザンビーク
- ジンバブエ

その他の大使館が管轄
- 西サハラ（在インド大使館）
- エストニア（在スウェーデン大使館）
- ジョージア（駐日大使館）
- フィジー（在韓国大使館）
- サウジアラビア（在インド大使館）
- リヒテンシュタイン（在ドイツ大使館）
- リトアニア（在スウェーデン大使館）
- ラトビア（在スウェーデン大使館）
- モルドバ（在ロシア大使館）
- モナコ（在フランス大使館）
- パラグアイ（駐日大使館）
- パプアニューギニア（在インドネシア大使館）
- ルワンダ（在韓国大使館）[8]
- ソロモン諸島（在インドネシア大使館）
- セルビア（在ミャンマー大使館）
- シリア（在インド大使館）
- タジキスタン（在ロシア大使館）
- トルクメニスタン（在ロシア大使館）

## 代表部
- 欧州連合

## 総領事館

### ルアンパバーン
- 中華人民共和国
- ベトナム

### パークセー
- カンボジア
- ベトナム

### サワンナケート
- タイ
- ベトナム